# Sergej Beljavskij
Sergej Ivanovich Beljavskij (ryska: Серге́й Ива́нович Беля́вский) född 7 december 1883 i Sankt Petersburg, död 13 oktober 1953 i Leningrad, var en sovjet/rysk astronom och medlem av den Sovjetiska vetenskapsakademin.
Han upptäckte 36 asteroider, varav tre tillsammans med landsmannen Nikolaj Ivanov. Den 29 september 1911 upptäckte han den icke periodiska kometen C/1911 S3. Han gjorde flera av sina upptäckter med hjälp av Simeizobservatoriet på Krimhalvön. Mellan 1937 och 1944 var han ansvarig för Pulkovo-observatoriet.
Asteroiden 1074 Beljawskya är uppkallad efter honom.

## Asteroider upptäckta av Sergej Beljavskij
| 749 Malzovia     | 5 april 1913      |
| 812 Adele        | 8 september 1915  |
| 849 Ara          | 9 februari 1912   |
| 850 Altona       | 27 mars 1916      |
| 851 Zeissia      | 2 april 1916      |
| 852 Wladilena    | 2 april 1916      |
| 853 Nansenia     | 2 april 1916      |
| 854 Frostia      | 3 april 1916      |
| 855 Newcombia    | 3 april 1916      |
| 856 Backlunda    | 3 april 1916      |
| 857 Glasenappia  | 6 april 1916      |
| 885 Ulrike       | 23 september 1917 |
| 969 Leocadia     | 5 november 1921   |
| 978 Aidamina     | 18 maj 1922       |
| 981 Martina      | 23 september 1917 |
| 995 Sternberga   | 8 juni 1923       |
| 1001 Gaussia     | 8 augusti 1923    |
| 1004 Belopolskya | 5 september 1923  |
| 1005 Arago       | 5 september 1923  |
| 1006 Lagrangea   | 12 september 1923 |

| 1031 Arctica                               | 6 juni 1924       |
| 1062 Ljuba                                 | 11 oktober 1925   |
| 1065 Amundsenia                            | 4 augusti 1926    |
| 1074 Beljawskya                            | 26 januari 1925   |
| 1084 Tamariwa                              | 12 februari 1926  |
| 1086 Nata [A]                              | 25 augusti 1927   |
| 1094 Siberia                               | 12 februari 1926  |
| 1118 Hanskya [A]                           | 29 augusti 1927   |
| 1153 Wallenbergia                          | 5 september 1924  |
| 1224 Fantasia [A]                          | 29 augusti 1927   |
| 1621 Druzhba                               | 1 oktober 1926    |
| 1874 Kacivelia                             | 5 september 1924  |
| 1984 Fedynskij                             | 10 oktober 1926   |
| 2156 Kate                                  | 23 september 1917 |
| 3134 Kostinsky                             | 5 november 1921   |
| 4509 Gorbatskij                            | 23 september 1917 |
| Upptäckt tillsammans med: A Nikolaj Ivanov |                   |